# گوپی سوندار
گوپی سوندار (انگلیسی: Gopi Sundar؛ زادهٔ ۳۰ مهٔ ۱۹۷۷) موسیقی‌دان، آهنگساز، ترانه‌سرا، خواننده و بازیگر اهل هند است. وی از سال ۲۰۰۶ میلادی تاکنون مشغول فعالیت بوده‌است.
از فیلم‌هایی که وی در آن‌ها نقش داشته‌است، می‌توان به دفتر، طبل، فلش، نژاد، قطار، دکتر لاو، ۱۹۸۳، پل لندن، آقای تقلب، روزهای بنگلور، ثانیه‌ها، تو مرد جالبی هستی، چارلی، نفس، اتوبوس مدرسه، جشن بزرگ، عشق، الهه، کایام‌کولام کوچونی، گیتا گویندام، ماسک و سکوت اشاره نمود.
وی همچنین برندهٔ جوایزی همچون جایزه فیلم‌فیر جنوب شده‌است.